# حساسية اللاتكس
حساسية ضد اللاتكس (بالإنجليزية: Latex allergy)‏ هو مصطلح طبي يشمل مجموعة من التفاعلات وردود الأفعال التحسسية تجاه البروتينات الموجودة في المطاط الطبيعي، المكون الأساسي لمادة اللاتكس.  تظهر حساسية اللاتكس عادًة عند التعرض المتكرر للمنتجات واللوازم الطبية التي تحتوي على مطاط طبيعي، فعندما تتلامس مادة اللاتكس مع الأغشية المخاطية قد تمتص الأغشية بروتينات اللاتكس؛ ويقوم الجهاز المناعي لدى بعض الأشخاص المعرضين للحساسية بإنتاج أجسام مضادة للتعامل مع بروتينات هذه المادة.  تزداد احتمالية التعرض إلى التحسس نظرًا لوجود الكثير من الأغراض التي تحتوي على المطاط الطبيعي أو مصنوعة منه، بما في ذلك نعال الأحذية والأربطة المطاطية والقفازات الطبية والواقي الذكري وحلمات زجاجات الأطفال والبالونات. قد يعاني الأشخاص المصابون بحساسية اللاتكس من ردود فعل تحسسية لبعض الفواكه أيضًا، كالموز. 

## الأنواع
قد تكون حساسية اللاتكس من النوع الأول ( مثل صدمة الحساسية) أو من النوع الرابع (مثل التهاب الجلد الألتماسي التحسسي) أو التهاب جلدي تماسي مهيج وكذلك التهاب الجلد التماسي المهيج غير التحسسي.

### النوع الأول
يعد هذا أخطر أنواع حساسية اللاتكس وأكثرهم ندرة. يمكن أن يسبب فرط الحساسية من النوع الأول تفاعلًا فوريًا كما يمكن أن يشكل خطرًا على الحياة، ويشبه تأثيرها تأثير لسعة النحل عند بعض الأشخاص. تكون هذه التفاعلات مسئولة عن نسبة كبيرة من حالات صدمة الحساسية في الفترة المحيطة بالجراحة خاصة في حالة الأطفال المصابين بتشقق العمود الفقري.  تحدث تفاعلات هذا النوع من حساسية اللاتكس بواسطة الغلوبيولين المناعي هـ الذي ينتجه الجهاز المناعي للمصاب ضد البروتينات التي توجد في شجرة الهيفيا البرازيلية، وهي أحد أنواع شجر المطاط.
يتم اختبار الحساسية من النوع الأول عن طريق تحليل الدم لتحديد إذا ما كان جسم المريض ينتج أجسام مضادة (غلوبيولين مناعي هـ) للبروتينات الموجودة في اللاتكس.
يمكن أن تحدث صدمة الحساسية لدى الأشخاص الذين يعانون من الحساسية دون التعرض للاتكس بشكل مباشر؛ فعادةً ما يتم طحن مادة اللاتكس لمنع الالتصاق، وتصبح بروتينات اللاتكس عالقة بجزيئات المسحوق الذي ينتقل في الهواء عند الاستخدام. تحدث تفاعلات النوع الأول المهددة للحياة عندما يقوم أشخاص عرضة للإصابة باستنشاق المسحوق المُحتوي على المطاط. 

### النوع الرابع (التهاب الجلد التماسي التحسسي)
تتضمن الحساسية من النوع الرابع، والتي تعرف أيضًا باسم التهاب الجلد التماسي، ظهور طفح جلدي يشبه طفح اللبلاب السام مع ظهور تقرحات أو نزّ في الجلد (انظر التهاب الجلد التماسي المحدث بالأورويشول). يمكن تشخيص الحساسية من خلال النتائج الإيجابية لاختبار الرقعة، على الرغم من أن النتيجة السلبية لا تستبعد وجود حساسية اللاتكس.  في حالة إدخال قسطرة مصنوعة من من مادة اللاتكس في الجهاز البولي لشخص مصاب بالحساسية يحدث تهيج شديد وبشكل خاص في حالة استئصال البروستاتا الجذري بسبب الجرح المفتوح والتعرض الدائم للاتكس، على سبيل المثال لمدة إسبوعين. قد يشير الألم الشديد إلى هذه الحالة. 

### التهاب الجلد التماسي المُهيج
يمكن أن يتسبب اللاتكس أو المطاط الطبيعي أيضًا في حدوث التهاب الجلد التماسي المهيج،  وهو شكل أقل حدة من التفاعل لا يشمل الجهاز المناعي. يسبب الالتهاب جفاف وحكة وتهيج في الجلد، وغالبًا ما يحدث في اليدين.  يزيد التهاب الجلد الناجم عن استخدام القفازات المصنوعة من اللاتكس من احتمال انتقال عدوى المستشفيات، بما في ذلك العدوى المنقولة عن طريق الدم. 

### متلازمة الفاكهة اللاتكس
إذا كنت تعاني من حساسية اللاتكس، فأنت أكثر عرضة للأصابة بحساسية من بعض الأطعمة والفاكهة. وهو ما يعرف باسم متلازمة الفاكهة اللاتكس.  تشمل الفواكه والبذور المتسببة في هذه المتلازمة الموز والأناناس والأفوكادو والكستناء والكيوي والمانجو والماراكويا والتين والفراولة والببايا والتفاح والبطيخ والكرفس والبطاطس والطماطم والجزر وفول الصويا. تحتوي بعض هذه الفاكهة، وليس جميعها، على اللاتكس. من الممكن أن تكون بعض أنواع البروتينات سبباً محتملاً لإحداث تفاعلية متصالبة للحساسية بين اللاتكس والموز، أو الفاكهة بشكل عام. 
يحتوي المطاط الطبيعي (اللاتكس) على العديد من الحواتم الهيئية الموجودة في بعض الإنزيمات مثل Hev b 1  Hev b 2  4 Hev b  5 Hev b  6.02 Hev b.  

## عوامل الخطر
- الأطفال المصابين بالسنسنة المشقوقة، نسبة 68 ٪ من الحالات سيعانوا من حساسية اللاتكس. [22]

- العاملين في صناعة المطاط، بسبب تعرضهم لكميات كبيرة من المطاط لفترات طويلة. حوالي 10٪ من العاملين تظهر عليهم أعراض الحساسية. [11]

- مقدمي الرعاية الصحية، نظرًا إلى استخدام منتجات اللاتكس بصورة دائمة في منشآت الرعاية الصحية، فإنه يصعب تجنب الإصابة بالحساسية. فهؤلاء العاملون في الرعاية الصحية، مثل: الأطباء والممرضات وأطباء الأسنان والمساعدين بغرفة العمليات والمعالجين وفنيي المختبرات وغيرهم من العاملين بالمستشفى ات، الذين يستخدمون قفازات مطاطية وغيرها من المستلزمات الطبية التي تحتوي على مادة اللاتكس بشكل متكرر يزداد لديهم خطر الإصابة بالحساسية. [23] يحدث تفاعل ضد اللاتكس لدى حوالي من 4٪ إلى 17٪ من العاملين في هذا المجال وعادة ما يظهر على أنه التهاب التماسي مهيج. هذا الالتهاب يمكن أن يتطور أكثر من خلال الحساسية لحالة صدمة الحساسية الكاملة. بالإضافة إلى الآثار الصحية المزعجة الناجمة عن الحساسية والتي يمكن أن تكون مهددة للحياة في بعض الحالات، فإنها ستمنع الشخص من التعامل مع أي كمية من اللاتكس ويمكن أن تعيق فرصته في الحفاظ على عمله. [24] في حالة العمليات الجراحية، اعتبرت مستشفى جونز هوبكنز أن خطر حدوث رد فعل تحسسي لدى المريض يهدد حياته بنسبة مرتفعة بدرجة كافية لاستبدال جميع القفازات الجراحية المصنوعة من اللاتكس ببدائل مصنعة. [25]

- الأشخاص الذين خضعوا لعمليات جراحية متعددة، خاصة في مرحلة الطفولة. [9]

## انتشار المرض
تشير التقديرات إلى أن نسبة انتشار حساسية اللاتكس تتراوح من 0.8 ٪ إلى 8.2 ٪ على مستوى السكان بصفة عامة. 

## بدائل لمادة اللاتكس
- المطاط الاصطناعي مثل الإيلاستان، والنيوبرين، والنتريل والبولي ايزوبرين المصنع الذي لا يحتوي على البروتينات المتواجدة في شجرة الهيفيا البرازيلية. [27]
- المنتجات المصنوعة من المطاط الطبيعي المستخرج من نبات الغيولة المكسيكي والذي لا يحتوي أيضًا على بروتينات شجرة الهيفيا ولا تسبب الحساسية للأشخاص المصابين لبروتينات. [22][28][29]
- أسفر العلاج الكيميائي لتقليل كمية البروتينات المستضدية في اللاتكس (الهيفيا) عن مواد بديلة، مثل فايتكس المطاط الطبيعي، الذي يقلل من التعرض لمسببات الحساسية مع الاحتفاظ بخصائص المطاط الطبيعي.
- في عام 1994، تم إنتاج أول واقي مصنوع من البولي يوريثين، والمصمم خصيصًا للأشخاص الذين يعانون من حساسية اللاتكس.

بالنسبة إلى بعض الأشخاص، تكون الحساسية شديدة لدرجة أن استبدال منتجات اللاتكس بمنتجات مصنوعة من مواد بديلة قد لا يزال ينتج عنه تفاعل. على سبيل المثال، إذا تم تصنيع هذه المنتجات في نفس المكان الذي يتم فيه تصنيع منتجات تحتوي على مادة اللاتكس، وذلك بسبب تراكم كميات ضئيلة من المطاط الطبيعي أو اللاتكس على منتجات أخرى لا تحتوي عليه. 